# Евсевий Миндский
Евсе́вий Ми́ндский (др.-греч. Εὐσέβιος της Μύνδιος, IV век) — античный философ-неоплатоник, представитель Пергамской школы неоплатонизма, ученик Эдесия.

## Биография
Евсевий происходил из города Минда в Карии на юго-западном побережье Малой Азии, сегодня здесь находится турецкая деревня Гюмюшлюк. О его семье и детстве ничего не известно. Евсевий обучался в Пергаме у известного философа-неоплатоника Эдесия, основателя Пергамской школы неоплатонизма. В это же время вместе с Евсевием у Эдессия в Пергаме обучался Хрисанфий, а также философы Максим Эфесский и Приск.
В 351 году будущий император Юлиан приехал в Пергам, чтобы брать уроки у Эдесия. Через некоторое время пожилой Эдесий поручил дело обучения Юлиана своим ученикам из-за своего преклонного возраста. Поскольку Максим находился тогда в Эфесе, а Приск в Греции, Евсевий и Хрисанфий стали учителями именитого поклонника философии.
Евсевий поразил Юлиана своими выдающимися диалектическими способностями, в которых не уступал самому Максиму Эфесскому, однако «в присутствии последнего … старался избегать точных логических определений и разных диалектических тонкостей. А когда Максим отсутствовал, Евсевий со всем блеском своего дарования доказывал, что в диалектических рассуждениях как раз и содержится несомненная истина, в то время как люди, занимающиеся практической магией, увлечены на ложный путь». 
Евнапий включает Евсевия в «Золотую цепь неоплатоников». О дальнейшей судьбе Евсевия ничего не известно.

## Философские взгляды
В отличие от большинства неоплатоников того времени, Евсевий отвергал религиозные практики теургии, последователи которой стремились магическим и ритуальным образом получить божественную помощь, очистить душу и установить связь с миром богов. Он полагал, что эффекты магии и теургии не имеют божественного происхождения, а являются галлюцинациями, вызванными материальными силами, это неверный путь для истинного философа, который ничего не дает для очищения души, но ведет к безумию. Так же, как Плотин, основатель направления неоплатонизма, и в отличие от Ямвлиха, Евсевий был убежден, что восхождение души и ее возвращение в духовный мир не могут быть достигнуты внешними действиями в рамках культовой практики, но исключительно через духовное очищение, которое достигается посредством разума. Он не считал, что этот процесс зависит от божественного вмешательства, но верил в способность души исцелить себя через философское знание. Поэтому Евсевий пытался предупредить Юлиана о магических практиках своего бывшего соученика Максима Эфесского, который поставил теургию в центр своих усилий. Этим, однако, Евсевий добился прямо противоположного тому, к чему стремился — Юлиан, которому Евсевий всегда советовал прислушиваться к голосу своего разума, сказал ему: «Ты указал мне на человека, которого я искал», простился с Евсевием и, прервав обучение в Пергаме, отправился в Эфес к Максиму, и «непрерывно поглощал его совершенную мудрость».

## Сочинения
Неизвестно, написал ли сам Евсевий какие-либо философские сочинения. 
Под именем Евсевия в Антологии Стобея сохранилось несколько морализаторских изречений (на ионическом диалекте), которые Даниэль Виттенбах и Фридрих Вильгельм Август Муллах приписали Евсевию из Минда без веских на то причин. Эдуард Целлер, при этом, указал, что в этих моральных высказываниях нет и следа неоплатонических идей, поэтому идентификация этих двух Евсевиев как одного лица обычно отвергается.
63 приписываемых Евсевию Миндскому фрагмента были изданы в 1881 году Муллахом в составе третьего тома Fragmenta Philosophorum Graecorum.